# Vattene amore
Vattene amore è un singolo di Amedeo Minghi e Mietta, pubblicato il 3 marzo 1990 dalla Fonit Cetra. Scritto dallo stesso Minghi e Vanda Di Paolo (pseudonimo di Pasquale Panella), fu presentato al Festival di Sanremo 1990, dove si classificò al terzo posto.

## Descrizione
La canzone è un classico brano d'amore, caratterizzato da un forte chiaroscurismo vocale, molto originale nella sua melodia accattivante.
Il testo racconta la nascita di un amore, quando i protagonisti si rendono conto che non potranno più tornare indietro perché ormai hanno perso la testa. 
Rimase particolarmente celebre il ritornello, che utilizzava, come nomignoli fra innamorati, gli insoliti «trottolino amoroso, dù-dù-dà-dà-dà», al punto che spesso si crede erroneamente che il titolo del brano sia proprio Trottolino amoroso; successivamente la frase è stata ripresa dai media e spesso parodiata per indicare un linguaggio eccessivamente zuccheroso e vagamente ridicolo.
Altra caratteristica distintiva del brano è l'assoluta predominanza della voce di Mietta rispetto a quella di Minghi.
La canzone fu incisa e eseguita dal vivo anche da Nikka Costa in inglese con il titolo All for the Love, sempre nel corso della manifestazione sanremese.

## Storia
Minghi scrisse il brano per Mina e Ornella Vanoni, ma lo affidò a Mietta in seguito a un provino di quest'ultima. La versione di Vattene amore incisa da Mietta venne scelta per il Festival di Sanremo 1990, ma per motivi organizzativi si decise all'ultimo momento di sostituirla con una nuova versione in duetto con l'autore. Solo nel 2023, oltre rarissime occasioni, il duo si riunirà (in occasione di Arena Suzuki) a distanza di 33 anni per cantarla nuovamente insieme.
L'ispirazione del titolo e del ritornello è l'aria "Non più andrai" di Wolfgang Amadeus Mozart ("Non più andrai, farfallone amoroso"), tratta dall'opera Le nozze di Figaro, il cui libretto è stato scritto dall'italiano Lorenzo Da Ponte. Il «gattino annaffiato» citato nel testo si riferisce invece al gatto di una pubblicità Barilla dell'epoca, che si salva dalla pioggia.

## Accoglienza
La canzone ottenne immediatamente un buon riscontro, arrivando terza al Festival. In realtà i risultati del successo del brano, diventato uno dei più conosciuti in assoluto della musica italiana, si videro soprattutto in termini di vendite e di impatto mediatico. Il brano entrò nella top 20 dei singoli più venduti il 10 marzo 1990, direttamente al quarto posto, ma balzò alla prima posizione la settimana seguente, scavalcando Uomini soli dei Pooh, brano vincitore a Sanremo. La canzone rimase in vetta per undici settimane non consecutive, e comunque stazionò stabilmente nella top ten praticamente fino a settembre. Alla fine, il singolo risultò il secondo più venduto in Italia del 1990, dietro soltanto a Un'estate italiana. Il brano è inoltre molto conosciuto in diversi paesi del mondo, specie in Francia, Benelux, Argentina e Thailandia, senza aver mai beneficiato di una vera e propria promozione. A certificare l'enorme successo di vendite di Vattene amore dieci dischi di platino e un disco d'oro; quest'ultimo nel 2023, a distanza di 33 anni dalla pubblicazione.

## Video musicale
Il video è diretto da Francesco Abbondati e fotografato da Davide Mancori e vede i due cantanti in momenti di vita quotidiana all'interno di una lussuosa dimora di stile moresco (il Castello di Sammezzano, presso Firenze), alternati ad altri in cui eseguono il brano in uno studio, illuminato soltanto dalla luce che filtra da una tapparella semi aperta.
Il video alterna sequenze a colori ad altre girate in bianco e nero.

## Tracce
1. Vattene amore - Amedeo Minghi & Mietta 3:56
2. Vattene amore - Mietta 3:56
3. All for the Love (Vattene amore) - Nikka Costa 3:56

## Classifiche

### Classifiche settimanali
| Classifica (1990) | Posizione massima |
| ----------------- | ----------------- |
| Italia            | 1                 |
| Paesi Bassi       | 76                |
| Svizzera          | 17                |

### Classifiche di fine anno
| Classifica (1990) | Posizione |
| ----------------- | --------- |
| Italia            | 2         |

## Premi
- 1990: Premio 'Terzo Posto' al Festival di Sanremo 1990;
- 1990: Premio 'Primo Posto' all'OGAE Song Contest;[17]
- 1990: Dieci Dischi di platino per le copie vendute del singolo;[18]
- 1990: Sei Dischi di platino per le copie vendute dell'album Canzoni, da cui è tratto il singolo;[19]
- 1990: Telegatto d'oro "Speciale" all'inedito duetto Mietta & Minghi;[20]
- 1990: Telegatto d'oro "Miglior cantante femminile" a Mietta;[21]
- 2023: Disco d'oro per le nuove copie vendute del brano.

## Cover
- 1990: Nikka Costa, versione inglese (All for the love), come 45 giri e nella compilation "Sanremo '90";
- 1990: Elio e le Storie Tese, versione live;[22][23]
- 1991: Laura Pausini, con Fabrizio Pausini, nell'album "L'immenso (demo)";
- 1993: Viktor Lazlo, con Amedeo Minghi, in 4 versioni (inglese, francese, spagnola e italiana), nell'omonimo cd single;
- 1995: Yolandita Monge, versione spagnola (Vete mi amor), nell'album "Yolandita";
- 1995: Raymond Lefèvre, versione orchestrale, nell'album "Da troppo tempo";
- 1997: Amii Stewart, versione live a Fantastico;
- 1998: Fabrizio Frizzi, con Mietta, versione live a Domenica in;
- 2001: Anna Buturlina, con Amedeo Minghi, versione live;
- 2005: Los Locos, nell'album "Bachata Italiana";
- 2009: Malika Ayane, con L'Aura, versione live;
- 2010: Silvia Mezzanotte, con Marcello Cirillo, versione live a I fatti vostri;
- 2011: Jang Senato, nell'album "Cantanovanta";
- 2012: Massimo Castellina, Latin version, nell'album "Il suo bandoneon";
- 2013: Dado Moroni, con Mietta, versione live;
- 2013: Syria, con le White Nymphs, versione live;
- 2013: durante il Festival di Sanremo 2013 i due conduttori, Fabio Fazio e Luciana Littizzetto, hanno cantato un'imitazione della canzone.
- 2014: Franco Cerri, con Mietta e Elio e le Storie Tese, versione live a Il Musichione;[24]
- 2014: Ivana Spagna, con Massimo Ferrari, versione abbinata a With or Without You degli U2,  nell'album "7";
- 2015: Marea, con Mietta, versione live;
- 2015: durante la prima puntata della quinta edizione di Tale e quale show, Gabriele Cirilli e Pino Insegno si sono esibiti dal vivo interpretando rispettivamente Mietta e Amedeo Minghi.
- 2016: Teo e le Veline Grasse, versione live;
- 2016: Marisa D'Amato, versione live;
- 2016: Hélène Ségara, con Davide Esposito, versione francese (Tant qu'il est temps), nell'album "Amaretti";
- 2017: per lo spot Rai del Festival di Sanremo 2017 i due conduttori, Carlo Conti e Maria De Filippi, hanno provato a cantare il brano perché, come recita il motto dell'edizione, Tutti cantano Sanremo.[25]
- 2019: Annalisa Minetti, con Amedeo Minghi, versione live a Ora o mai più.
- 2021: Nella seconda puntata del Festival di Sanremo 2021 la canzone viene eseguita da Fiorello ed Elodie.[26][27]
- 2022: durante la sesta puntata della dodicesima edizione di Tale e quale show, Gabriele Cirilli e Francesco Paolantoni si sono esibiti dal vivo interpretando rispettivamente Amedeo Minghi e Mietta.
- 2023: Fiorello con Nina Zilli, singolo per l'estate e prima traccia dell'album Fiorello presenta Tofu.
- 2024: durante la prima puntata di Tale e quale Sanremo, i Jalisse (Fabio Ricci e Alessandra Drusian) si sono esibiti dal vivo interpretando rispettivamente Amedeo Minghi e Mietta.